# Imperturbatia violescens
Imperturbatia violescens es una especie de molusco gasterópodo de la familia Streptaxidae en el orden de los Stylommatophora.

## Distribución geográfica
Es endémica de las Seychelles.